# Departamento Oeste (Haití)
El departamento Oeste (en francés: département de l'Ouest; y en criollo haitiano: depatman Lwès) es uno de los diez departamentos (départements) de Haití. La ciudad más importante del departamento es la capital del país, Puerto Príncipe. Tiene un área de 4827 km² y una población de 2 943 200 habitantes (2002). Limita al este con la República Dominicana.
Limita al norte con los departamentos Artibonito y Centro; al este con la provincia dominicana de Independencia; al sur con el departamento Sureste; y al oeste con el departamento Nippes, el golfo de la Gonâve y el mar Caribe.
En el departamento Oeste se encuentra la laguna del Fondo (en francés: Étang Saumâtre; y en criollo haitiano: Etan Somat) o lago Azuei en la frontera con República Dominicana. También se encuentra en esta región la isla de la Gonâve o de la Guanaba de 743 km². El pico la Selle (en criollo haitiano: Pik Lasèl) es el punto más alto del país, superando los 2680 metros sobre el nivel del mar. Pertenece a la cadena montañosa homónima que en República Dominicana se convierte en la sierra de Bahoruco.
El departamento se divide en 5 distritos:

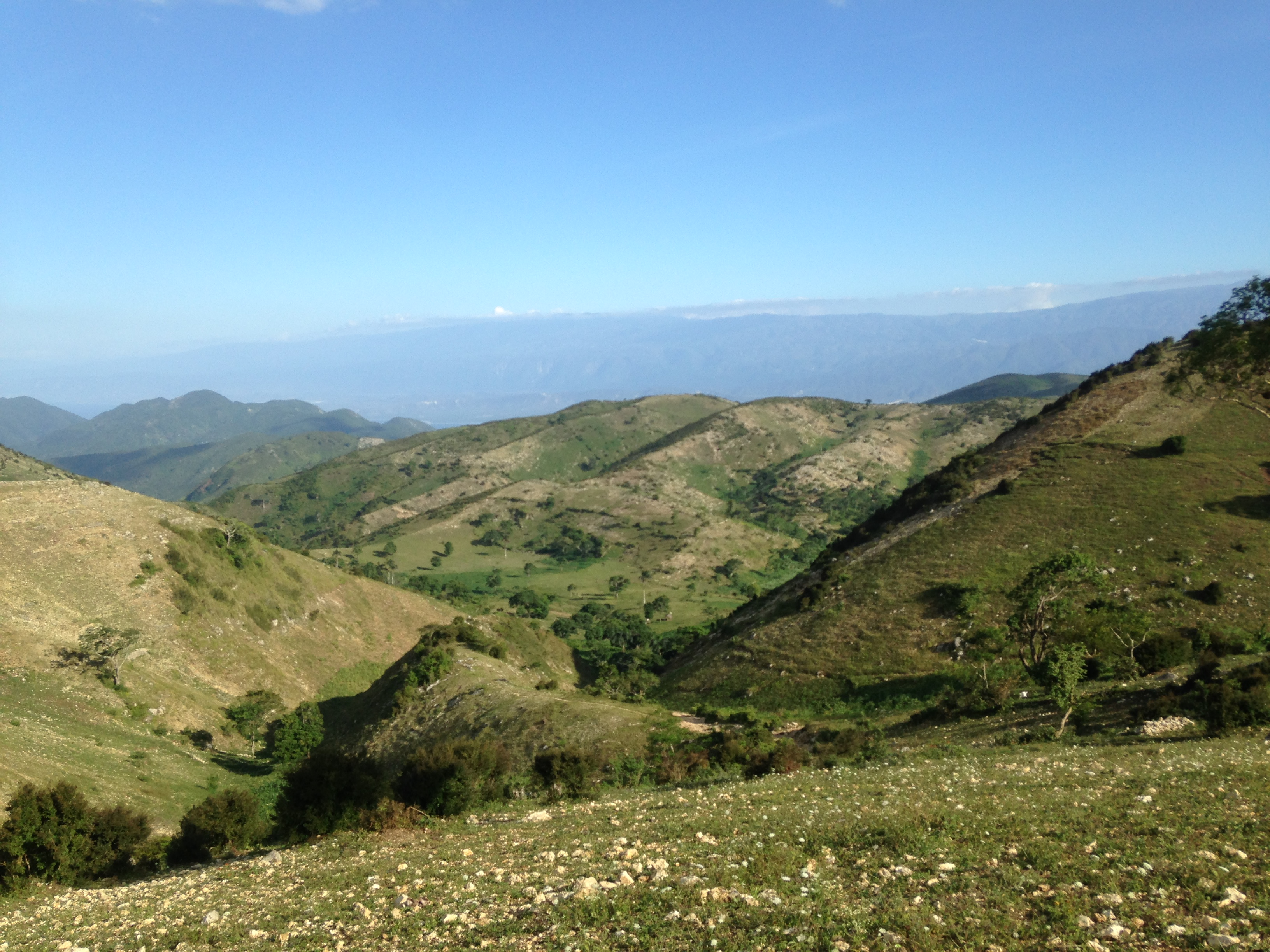
Cornillon, cerca de la Frontera con República Dominicana

1. Arcahaie
2. La Croix-des-Bouquets
3. Guanaba
4. Léogâne
5. Puerto Príncipe